# Biarne
Biarne est une commune française située dans le département du Jura, dans la région culturelle et historique de Franche-Comté et la région administrative Bourgogne-Franche-Comté.

## Géographie
La commune est dominée par le Mont Frit à 264 m. Biarne est située à 10 km au sud-est d'Auxonne et à 7 km au sud-ouest de Dole. Elle comprend le bourg principal, Biarne, et le hameau de Saint-Vivant en Amous (ou Amaous ou encore Saint-Vivant en Amaou) qui lui est rattaché depuis le 15 décembre 1824.
L'autoroute A36 (France) passe au sud de la commune.

### Climat
Pour des articles plus généraux, voir Climat de la Bourgogne-Franche-Comté et Climat du département du Jura.
En 2010, le climat de la commune est de type climat océanique dégradé des plaines du Centre et du Nord, selon une étude du Centre national de la recherche scientifique s'appuyant sur une série de données couvrant la période 1971-2000. En 2020, Météo-France publie une typologie des climats de la France métropolitaine dans laquelle la commune est exposée à un climat semi-continental et est dans la région climatique  Bourgogne, vallée de la Saône, caractérisée par un bon ensoleillement (1 900 h/an), un été chaud (18,5 °C), un air sec au printemps et en été et des vents faibles. 
Pour la période 1971-2000, la température annuelle moyenne est de 10,8 °C, avec une amplitude thermique annuelle de 17,6 °C. Le cumul annuel moyen de précipitations est de 950 mm, avec 11,9 jours de précipitations en janvier et 8,2 jours en juillet. Pour la période 1991-2020, la température moyenne annuelle observée sur la station météorologique de Météo-France la plus proche, « Dole », sur la commune de Dole à 7 km à vol d'oiseau, est de 11,6 °C et le cumul annuel moyen de précipitations est de 1 023,0 mm. 
La température maximale relevée sur cette station est de 40 °C, atteinte le 31 juillet 2020 ; la température minimale est de −24 °C, atteinte le 10 janvier 1985,,. 
Les paramètres climatiques de la commune ont été estimés pour le milieu du siècle (2041-2070) selon différents scénarios d'émission de gaz à effet de serre à partir des nouvelles projections climatiques de référence DRIAS-2020. Ils sont consultables sur un site dédié publié par Météo-France en novembre 2022.

## Urbanisme

### Typologie
Au 1er janvier 2024, Biarne est catégorisée commune rurale à habitat dispersé, selon la nouvelle grille communale de densité à sept niveaux définie par l'Insee en 2022.
Elle est située hors unité urbaine. Par ailleurs la commune fait partie de l'aire d'attraction de Dole, dont elle est une commune de la couronne,. Cette aire, qui regroupe 87 communes, est catégorisée dans les aires de 50 000 à moins de 200 000 habitants,.

### Occupation des sols
L'occupation des sols de la commune, telle qu'elle ressort de la base de données européenne d’occupation biophysique des sols Corine Land Cover (CLC), est marquée par l'importance des territoires agricoles (67,4 % en 2018), une proportion identique à celle de 1990 (67,4 %). La répartition détaillée en 2018 est la suivante : 
terres arables (33,4 %), forêts (28,5 %), prairies (25,5 %), zones agricoles hétérogènes (8,6 %), zones urbanisées (4,1 %). L'évolution de l’occupation des sols de la commune et de ses infrastructures peut être observée sur les différentes représentations cartographiques du territoire : la carte de Cassini (XVIIIe siècle), la carte d'état-major (1820-1866) et les cartes ou photos aériennes de l'IGN pour la période actuelle (1950 à aujourd'hui).

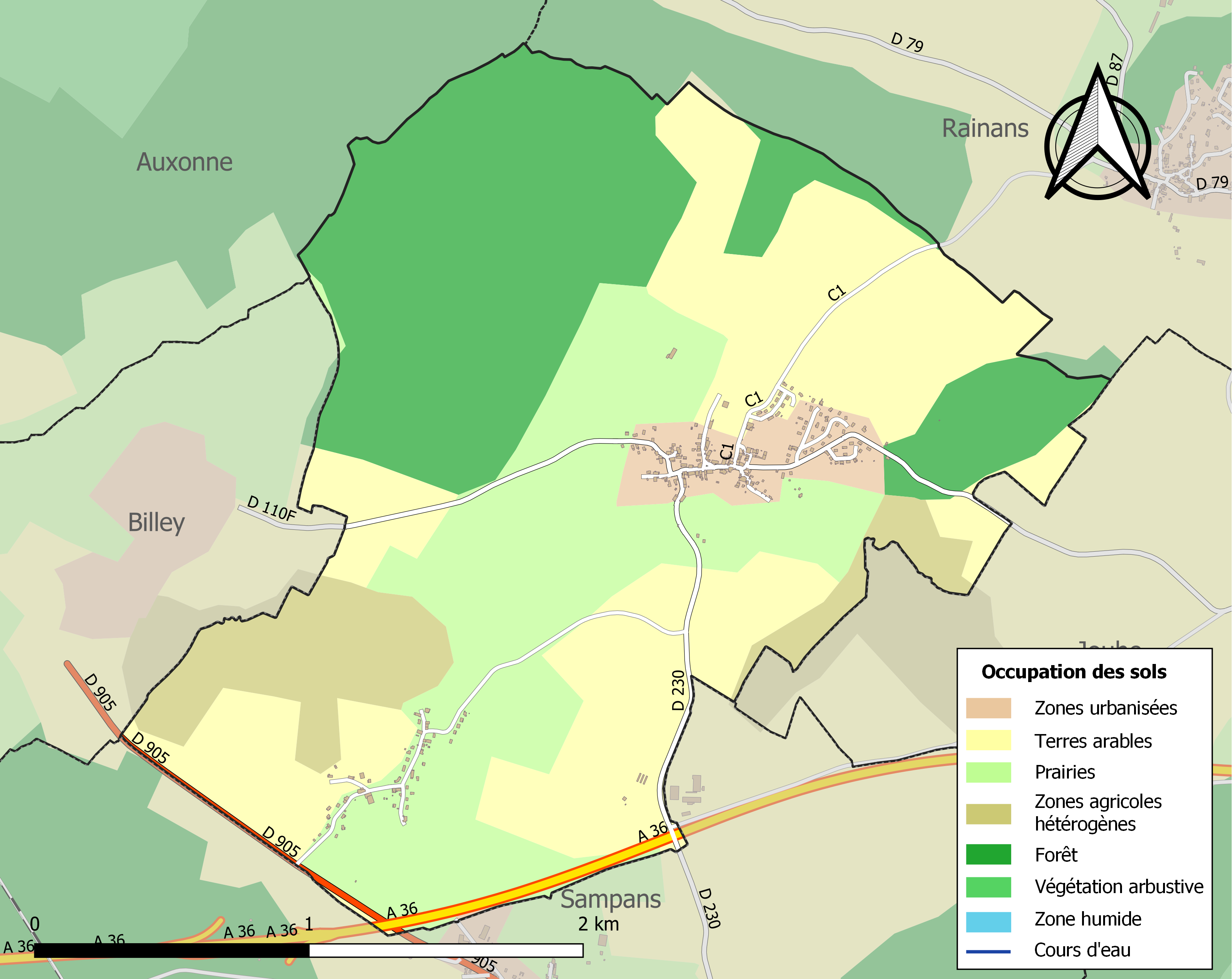
Carte des infrastructures et de l'occupation des sols de la commune en 2018 (CLC).

## Toponymie
Le toponyme Saint-Vivant fut complété par le nom du pagus dans lequel le village se trouvait : le pagus Chamavorum (du nom du peuple franc des Chamaves) ou pagus Amous (ou Amaous) provient des Chamaves dont le hameau de Saint-Vivant-en-Amous garde aujourd'hui le souvenir.

## Histoire
Le hameau de Saint-Vivant garde le nom du monastère qui s'y est établi au IXe siècle et qui prit le nom du saint dont les moines vénéraient la relique.
Après avoir été chassés de Vendée dont ils fuyaient les incursions destructrices, les moines s'étaient tout d'abord mis en sécurité à Clermont puis avaient trouvé refuge sur des terres, prés, vignes, eaux et forêts qu'Agilmar (Agilmarus), évêque de Clermont propriétaire de ces biens en Bourgogne mettait entièrement à la disposition du monastère auquel il imposa le nom de Saint-Vivant. Les moines y vécurent quelque temps avant d'être à nouveau chassés par les Normands d'Astings (ou Austin ou encore Hasting), vers 886, après le siège de Paris, lors de leurs incursions dévastatrices aux confins de la Bourgogne et d'être finalement recueillis par le comte Manassès qui leur donna résidence à Vergy où ils fondèrent le monastère de Saint-Vivant de Vergy.

## Politique et administration

### Liste des maires
| Période                                  | Période                    | Identité                                        | Étiquette | Qualité |
| ---------------------------------------- | -------------------------- | ----------------------------------------------- | --------- | --- |
| vers 1790                                | ----                       | Philippe Chevaux                                |           | |
| vers 1793                                | ----                       | Jean-Baptiste Meny                              |           | |
| vers 1805                                | 1811                       | Nicolas Fleurot (adjoint : Philippe Champion)   |           | |
| 1811                                     | 1815                       | Emmanuel Javel                                  |           | |
| 1815                                     | 1816                       | Pierre Girardin                                 |           | |
| 1816                                     | 1825                       | Emmanuel Javel                                  |           | |
| 1825                                     | 1830                       | Jean-Baptiste Chevaux (adjoint :Pierre Bernoux) |           | |
| 1830                                     | 1832                       | Pierre Girardin                                 |           | |
| 1832                                     | 1843                       | Jean-Baptiste Chevaux                           |           | |
| 1843                                     | 18--                       | François Perron                                 |           | |
| vers 1852                                | 1855                       | Jean Courtois                                   |           | |
| 1855                                     | 1867                       | François Perron                                 |           | |
| 1867                                     | 1884                       | Jean Roussotte                                  |           | |
| 1884                                     | 1898                       | Benjamin Dubois                                 |           | |
| 1898                                     | 1908                       | Jules Courcet                                   |           | |
| 1908                                     | 1919                       | Ludovic Roussotte                               |           | |
| 1919                                     | 1928                       | Elysée Fréret (adjoint :Pontarlier)             |           | Chevalier de la Légion d'honneur                                                                                            |
| 1928                                     | 1929                       | Charles Alhéritière                             |           | |
| 1929                                     | 1935                       | Simon Fréret                                    |           | |
| 1935                                     | 1953                       | Georges Plubel                                  |           | |
| 1953                                     | 1977                       | Marius Ardiot                                   | SE        | |
| 1977                                     | 1995                       | Pierre Monti                                    | SE        | Chevalier de l'Ordre National du Mérite des Palmes Académiques, du Mérite Agricole médaille de bronze de Jeunesse et Sports |
| 1995                                     | 2001                       | Pierre Ardiot                                   | SE        | |
| 2001                                     | 2020                       | Bruno Negrello                                  | DVD       | |
| 2020                                     | En cours (au 16 juin 2020) | Olivier Lacroix                                 | SE        | |
| Les données manquantes sont à compléter. |                            |                                                 |           | |

### Politique environnementale
L'école de Biarne est équipée depuis son ouverture en 2010 de panneaux solaires et est classée "Bâtiment Basse Consommation".

## Population et société

### Démographie
L'évolution du nombre d'habitants est connue à travers les recensements de la population effectués dans la commune depuis 1793. Pour les communes de moins de 10 000 habitants, une enquête de recensement portant sur toute la population est réalisée tous les cinq ans, les populations de référence des années intermédiaires étant quant à elles estimées par interpolation ou extrapolation. Pour la commune, le premier recensement exhaustif entrant dans le cadre du nouveau dispositif a été réalisé en 2004.

En 2022, la commune comptait 436 habitants, en évolution de +7,39 % par rapport à 2016 (Jura : −0,81 %, France hors Mayotte : +2,11 %).
| 1793 | 1800 | 1806 | 1821 | 1831 | 1836 | 1841 | 1846 | 1851 |
| ---- | ---- | ---- | ---- | ---- | ---- | ---- | ---- | ---- |
| 330  | 296  | 320  | 260  | 434  | 423  | 411  | 409  | 420  |

| 1856 | 1861 | 1866 | 1872 | 1876 | 1881 | 1886 | 1891 | 1896 |
| ---- | ---- | ---- | ---- | ---- | ---- | ---- | ---- | ---- |
| 375  | 374  | 355  | 314  | 310  | 308  | 312  | 275  | 259  |

| 1901 | 1906 | 1911 | 1921 | 1926 | 1931 | 1936 | 1946 | 1954 |
| ---- | ---- | ---- | ---- | ---- | ---- | ---- | ---- | ---- |
| 243  | 230  | 230  | 215  | 209  | 196  | 187  | 185  | 162  |

| 1962 | 1968 | 1975 | 1982 | 1990 | 1999 | 2004 | 2006 | 2009 |
| ---- | ---- | ---- | ---- | ---- | ---- | ---- | ---- | ---- |
| 184  | 146  | 152  | 255  | 355  | 354  | 367  | 364  | 363  |

| 2014 | 2019 | 2022 | - | - | - | - | - | - |
| ---- | ---- | ---- | - | - | - | - | - | - |
| 397  | 409  | 436  | - | - | - | - | - | - |

## Vie locale

### Enseignement
Biarne compte une école maternelle et primaire publique qui est en Regroupement pédagogique intercommunal avec l'école de Jouhe.

### Manifestations culturelles et festivités
Une brocante a lieu chaque année le dernier dimanche de mars.

## Économie
- FabLab comtois, premier fablab de France en milieu rural depuis juin 2012[20]
- Produits de l'agriculture biologique à la ferme des Thivant, à Saint-Vivant.

## Culture locale et patrimoine

### Lieux et monuments
- Fontaine de 1856, sise dans le Quartier des Espagnes.

#### Édifices religieux

##### L'église Saint-Jean-Baptiste
Ce monument, terminé en 1610, est doté d'un clocher comtois en tuiles unicolores surmonté d'une girouette et d'un coq.  La nef est dallée avec d'anciennes pierres tombales dont certaines proviennent de l'ancien monastère de Saint-Vivant.
Cette église est rattachée à la paroisse Notre-Dame des Jolis Monts, faisant partie du doyenné de Dole et du diocèse de Saint-Claude.

L'église comporte une chapelle qui occupe le transept sud, dédiée à la famille Laborey de Salans. Cette chapelle est de style Renaissance et possède un autel ainsi qu'un remarquable plafond à caissons. Un retable surmonte l'autel et est orné d'angelots en bois peint. Au centre se trouve une peinture de la Vierge Marie, dotée de l'inscription "Maria Mater Dei" (Marie, mère de Dieu). Ce tableau a la particularité de créer une illusion d'optique au niveau du regard de la Vierge : en effet, le visiteur a l'impression que la Vierge le suit du regard lorsqu'il se déplace.

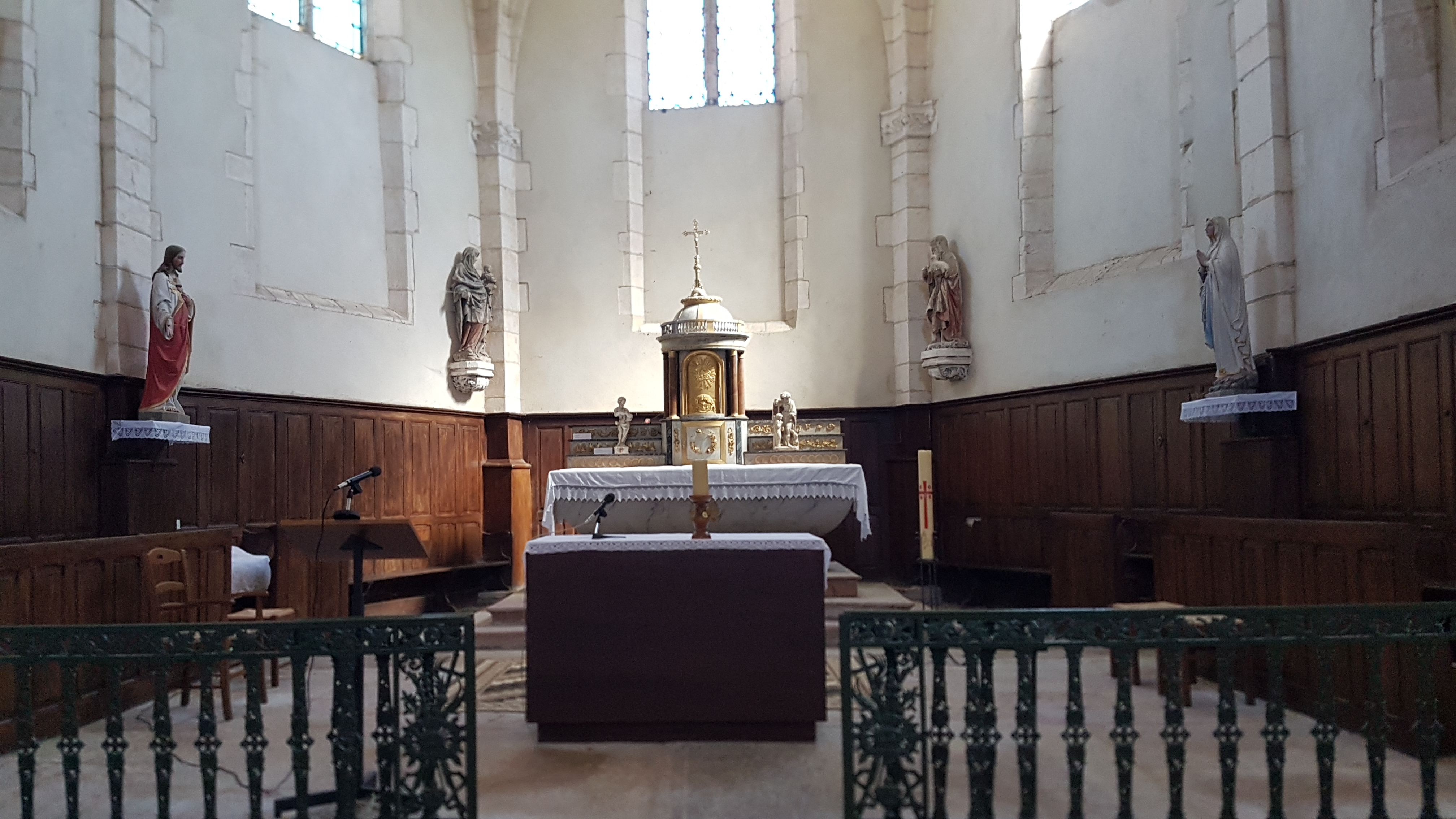
Le chœur.
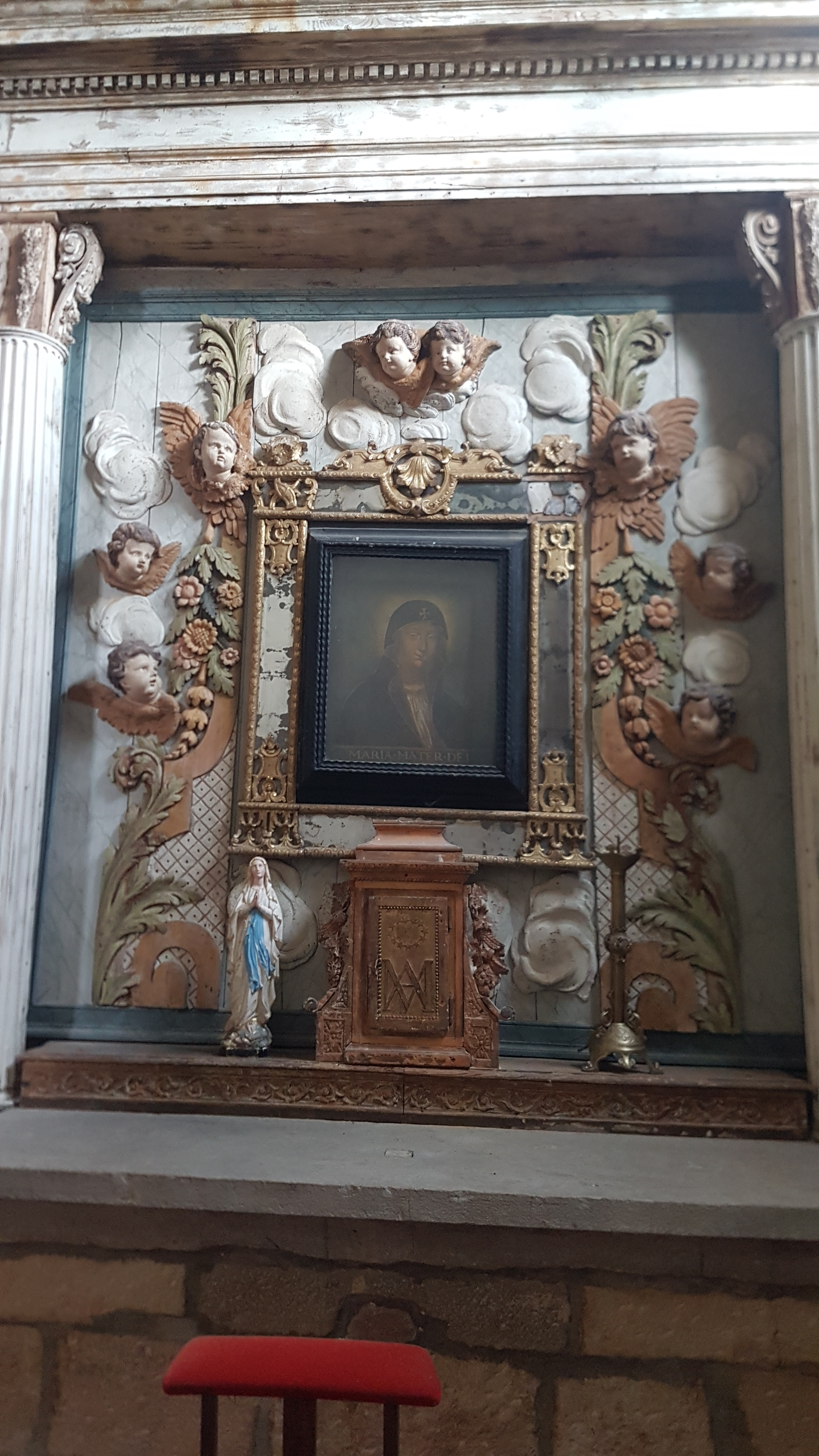
La chapelle des Laborey et son retable.

##### La cloche

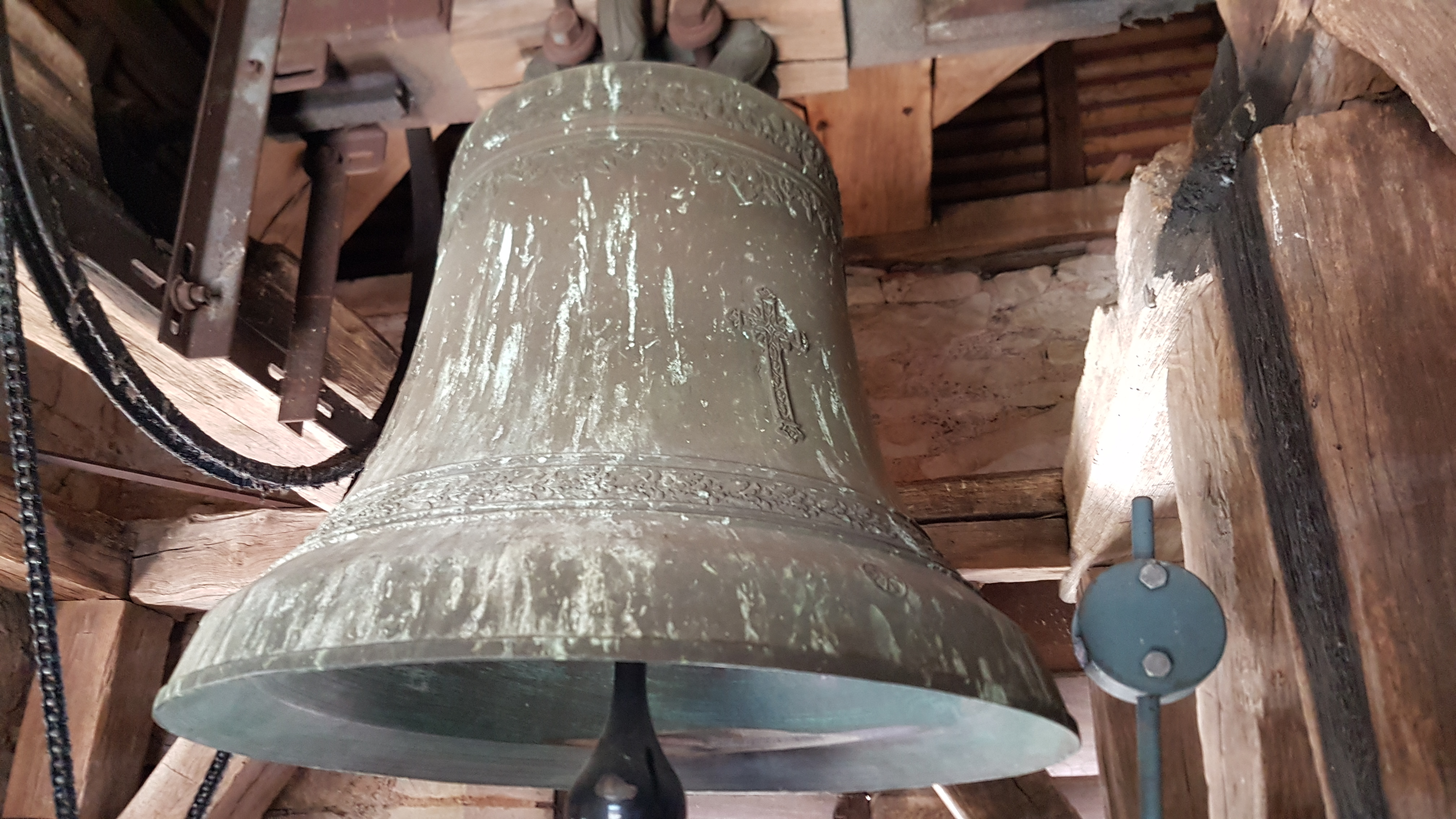
La cloche actuelle remplace une ancienne cloche qui était fêlée.

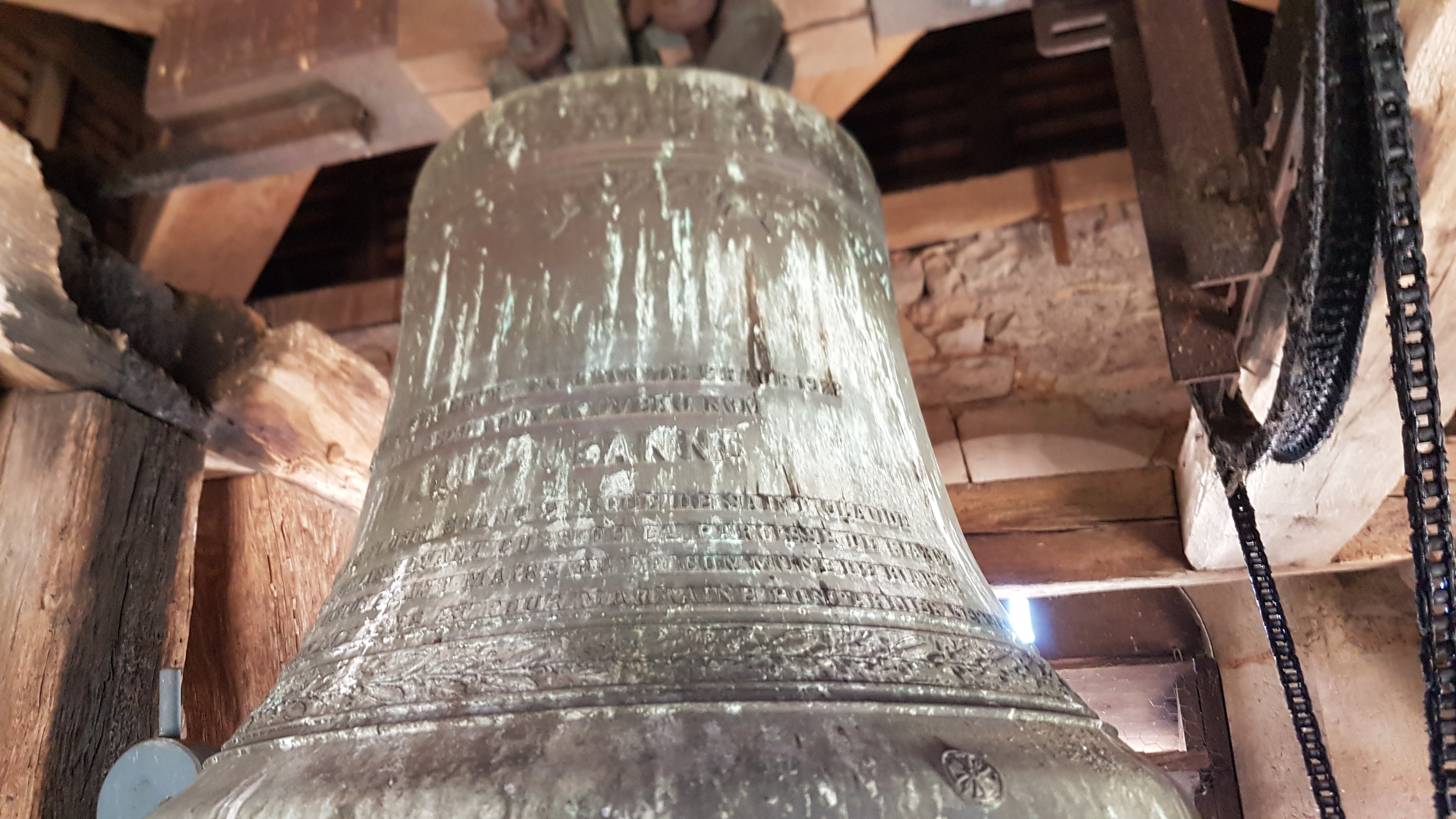
La cloche et ses inscriptions.

La cloche, baptisée en 1972, se nomme Marie-Jeanne et sort de la fonderie Bollée à Orléans.  Elle produit un Do4. Son battant a été changé en juin 2017 Nous pouvons lire les inscriptions suivantes :

Refondue et bénite en l'an de grâce 1972
J'ai reçu le nom de
MARIE-JEANNE
Mgr Claude Flusin étant évêque de Saint-Claude
M. l'Abbé Thuillier étant curé de la paroisse de Biarne
M. Ardiot Marius étant maire de la commune de Biarne
J'ai comme parrain Joly René et comme marraine Pontarlier Germaine.

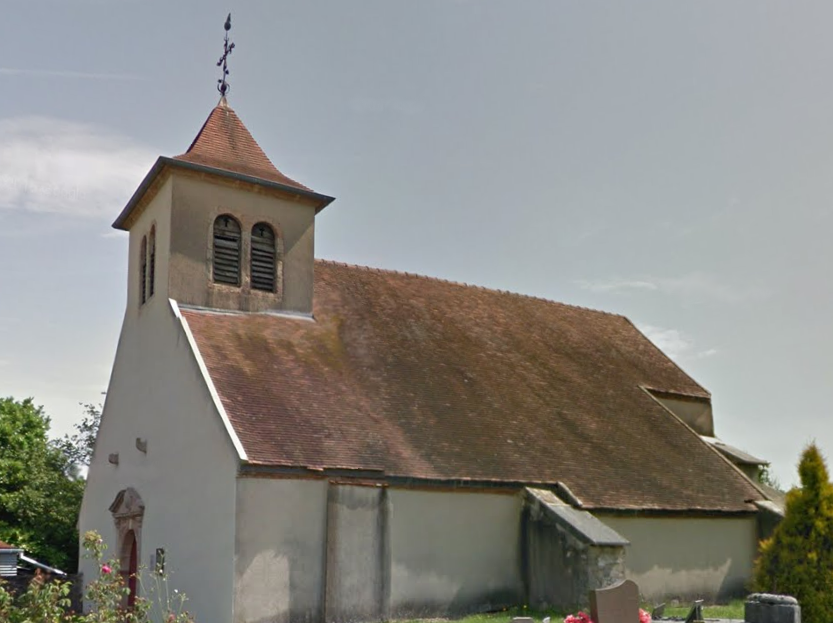
Chapelle Saint-Hilaire
à Saint-Vivant en Amaous.

##### La chapelle Saint-Hilaire
Cette chapelle est située au hameau de Saint-Vivant et fut construite entre le XVes. et le XVIIe s. Elle est inscrite au titre des monuments historiques depuis 1979,. Mentionnée depuis 1187, elle fut reconstruite à plusieurs reprises avant de prendre sa forme actuelle vers 1836. Le portail est orné d'un écusson en marbre de Sampans à l'honneur des jésuites et le cimetière abrite toujours quelques anciennes tombes.

#### Lieux naturels
- Étang de la Muyre, créé à la suite de la construction de l'autoroute A36 et situé à cheval sur les communes de Biarne et Jouhe.
- La Vèze (ruisseau venant de Jouhe)
- Ruisseau du Moulin de Biarne
- Ruisseau du Moulin de Saint-Vivant
- Source de La Motte

#### Voies
| 21 odonymes recensés à Biarne | 21 odonymes recensés à Biarne | 21 odonymes recensés à Biarne | 21 odonymes recensés à Biarne | 21 odonymes recensés à Biarne | 21 odonymes recensés à Biarne | 21 odonymes recensés à Biarne | 21 odonymes recensés à Biarne | 21 odonymes recensés à Biarne | 21 odonymes recensés à Biarne | 21 odonymes recensés à Biarne | 21 odonymes recensés à Biarne | 21 odonymes recensés à Biarne |
| Allée                         | Avenue                        | Boulevard                     | Chemin                        | Impasse                       | Montée                        | Passage                       | Place                         | Route                         | Rue                           | Ruelle                        | Autres                        | Total                         |
| ----------------------------- | ----------------------------- | ----------------------------- | ----------------------------- | ----------------------------- | ----------------------------- | ----------------------------- | ----------------------------- | ----------------------------- | ----------------------------- | ----------------------------- | ----------------------------- | ----------------------------- |
| 0                             | 0                             | 0                             | 0                             | 0                             | 0                             | 0                             | 0                             | 0                             | 20                            | 0                             | 1                             | 21                            |
| Source :                      |                               |                               |                               |                               |                               |                               |                               |                               |                               |                               |                               |                               |

### Personnalités liées à la commune
- Cyril Viennot, champion du monde longue distance de triathlon 2015 et triathlète, a grandi à Biarne.

### Héraldique
| Blason de Biarne | Blason  | D'argent à un phénix de sinople sur son immortalité de gueules, chapé ployé du même ; à dextre à la bande d'or chargée d'un sautoir du troisième, à senestre à la croix latine ancrée, ajourée en losange et anglée de quatre clous, chaque bras pommeté d'une pièce, le tout d'or. |
| Blason de Biarne | Détails | La chape dextre est aux armes des Laborey, seigneurs du lieu au XVIIe siècle. La chape senestre évoque le hameau de Saint-Vivant. Le phénix symbolise l'union entre Biarne et Saint-Vivant. Création de Nicolas Vernot, adoptée le 28 mars 2014.                                    |